# San Cristóbal de la Polantera
San Cristóbal de la Polantera település Spanyolországban, León tartományban. Lakosainak száma 625 fő (2024).

## Földrajza
San Cristóbal de la Polantera Valderrey, Villarejo de Órbigo, Villazala, Soto de la Vega, Santa María de la Isla és Riego de la Vega községekkel határos.

## Népesség
A település lakosságának változását az alábbi diagram mutatja:
| Lakosok száma | 1069 | 970  | 911  | 891  | 825  | 808  | 745  | 689  | 653  | 625  |
|               | 2001 | 2004 | 2007 | 2009 | 2012 | 2014 | 2017 | 2019 | 2022 | 2024 |